# Wigoltingen
Wigoltingen é uma comuna da Suíça, no Cantão Turgóvia, com cerca de 2.123 habitantes. Estende-se por uma área de 17,2 km², de densidade populacional de 123 hab/km². Confina com as seguintes comunas: Amlikon-Bissegg, Homburg, Hüttlingen, Kemmental, Märstetten, Müllheim, Raperswilen, Wäldi.
A língua oficial nesta comuna é o Alemão.